# Willian (ur. 1988)
Willian, właśc. Willian Borges da Silva (ur. 9 sierpnia 1988 w Ribeirão Preto) – brazylijski piłkarz występujący na pozycji napastnika. W latach 2011–2019 reprezentant Brazylii.

## Kariera klubowa

### Wczesna kariera
Swoją piłkarską karierę rozpoczął w 2004 roku w juniorskich drużynach klubu Corinthians Paulista, występującym w jego rodzinnej brazylijskiej lidze. Od 2005 roku zawodnik zaczął grę w pierwszej drużynie klubu z Brazylii. Willian grał w São Paulo aż do 2007 roku, kiedy to w letnim okienku transferowych przeniósł się do ukraińskiego klubu Szachtar Donieck.

### Szachtar Donieck
Brazylijczyk podpisał z drużyną 5-letni kontrakt, zostając wykupiony za 19 milionów dolarów. W swoim debiutanckim sezonie na Ukrainie Willian zaliczył 20 występów w barwach drużyny, nie zdobywając żadnej bramki. Dopiero w sezonie 2008/2009 piłkarz zdobył swoje pierwsze gole w lidze dla drużyny z Doniecka. Ponadto gracz zaliczył 13 występów w europejskich pucharach strzelając 2 gole dla Szachtaru.

### Anży Machaczkała
31 stycznia 2013 za 35 milionów euro przeszedł do klubu rosyjskiego oligarchy Sulejmana Kierimowa, Anży Machaczkała. Podpisał 5-letni kontrakt, ale wraz z zakończeniem sezonu 2012/13 zdecydował się opuścić klub.

### Chelsea
28 sierpnia 2013 roku podpisał pięcioletni, z sumą odstępnego 39 milionów euro kontrakt z angielską Chelsea. Swojego pierwszego gola w jej barwach zdobył w spotkaniu z Norwich City, wygranym 3:1. W sezonie 2014/15 zdobył mistrzostwo Anglii, a także Puchar Ligi Angielskiej. W sezonie 2016/17 zdobył drugie mistrzostwo Anglii. W sezonie 2018/19 wygrał po raz drugi Ligę Europy. W 2020 roku oficjalna strona Chelsea poinformowała, że Willian odejdzie z klubu po wygaśnięciu kontraktu.

### Arsenal
14 sierpnia 2020 roku podpisał 3-letni kontrakt z Arsenalem. Pierwszego i zarazem jedynego gola w kampanii 2020/21 zdobył w zwycięskim meczu 3:1 z West Bromem. Po zakończeniu sezonu odszedł do brazylijskiego Corinthians Paulista. 

## Kariera reprezentacyjna
Willian zaliczył 11 występów w reprezentacji Brazylii do lat 20. Razem z kadrą wystąpił 8 razy w South American Cup i 3 razy na Mistrzostwach Świata U-20. 10 listopada 2011 będąc zawodnikiem Szachtaru zadebiutował w seniorskiej reprezentacji Brazylii w towarzyskim meczu przeciwko Gabonowi. Pierwszego gola zdobył w wygranym 5:0 meczu z Hondurasem.

## Sukcesy
Szachtar Donieck
- Mistrzostwo Ukrainy: 2007/08, 2009/10, 2010/11, 2011/12
- Puchar Ukrainy: 2007/08, 2010/11, 2011/12, 2012/13
- Superpuchar Ukrainy: 2008, 2010

Chelsea
- Mistrzostwo Anglii: 2014/15, 2016/17
- Puchar Anglii: 2017/18
- Puchar Ligi Angielskiej: 2014/15
- Liga Europy UEFA: 2018/19

Reprezentacyjne
- Copa América: 2019
- Mistrzostwo Ameryki Południowej U-20: 2007

Indywidualne
- Najlepszy gracz w lidze ukraińskiej: 2010/11
- Gracz roku w Chelsea: 2015/16
- Gol sezonu w Chelsea: 2017/18

### Odznaczenia
- tytuł Zasłużonego Mistrza Sportu Ukrainy: 2009[6]
- Order "Za odwagę" III klasy: 2009[7].